# Barrio de Lozano
Barrio de Lozano är en ort i Mexiko.   Den ligger i kommunen Coahuayutla de José María Izazaga och delstaten Guerrero, i den södra delen av landet, 300 km väster om huvudstaden Mexico City. Barrio de Lozano ligger 313 meter över havet och antalet invånare är 365.
Terrängen runt Barrio de Lozano är kuperad. Runt Barrio de Lozano är det mycket glesbefolkat, med 6 invånare per kvadratkilometer. Närmaste större samhälle är Coahuayutla de Guerrero, 4,8 km väster om Barrio de Lozano. I omgivningarna runt Barrio de Lozano växer huvudsakligen savannskog.